# بحران بازنشستگی
بحران بازنشستگی یا بمب ساعتی بازنشستگی، دشواری پیش‌بینی‌شده بابت پرداخت مستمری بازنشستگی کارکنان دولتی یا شرکتها در کشورهای مختلف است که به دلیل تفاوت بین تعهدات (بدهی‌های) بازنشستگی و منابع (دارایی‌های) اختصاص داده شده برای تأمین مالی آنها است. اشکال اساسی مشکل بازنشستگی این است که نهادها باید بیش از افق برنامه‌ریزی سیاسی دوام بیاورند. تغییرات جمعیتی باعث کاهش نسبت کارگران به ازای هر بازنشسته می‌شود. عوامل مؤثر عبارتند از: بازنشستگانی که بیشتر عمر می‌کنند (افزایش تعداد نسبی بازنشستگان)، و نرخ تولد کمتر (کاهش تعداد نسبی کارگران، به ویژه نسبت بهانفجار جمعیت در میانه قرن بیستم).
مقایسه بین‌المللی نهادهای بازنشستگی توسط کشورها برای حل مشکل بحران بازنشستگی مهم است.در مورد بزرگی و اهمیت مسئله و همچنین راه حل‌ها بحث‌های قابل توجهی وجود دارد.یکی از جنبه‌ها و چالش‌های «بمب ساعتی بازنشستگی» این است که دولت‌های چندین کشور بر اساس قانون اساسی موظف به ارائه خدمات عمومی به شهروندان خود هستند، اما بودجه این برنامه‌ها، مانند مراقبت‌های بهداشتی، به‌ویژه پس از رکود اقتصادی سال ۲۰۰۸ با کمبود بودجه مواجه است. و فشار ناشی از نسبت وابستگی ناشی از پیری جمعیت و کاهش نیروی کار، که هزینه‌های مراقبت از سالمندان را افزایش می‌دهد.
به عنوان مثال، تا سال ۲۰۰۸، برآوردها برای کمبود بودجه برنامه‌های بازنشستگی دولتی ایالات متحده از ۱ تریلیون دلار با استفاده از نرخ تنزیل ۸٪ تا ۳٫۲۳ تریلیون دلار با استفاده از بازده اوراق قرضه خزانه داری ایالات متحده به عنوان نرخ تنزیل متغیر بود.ارزش فعلی تعهدات بدون بودجه تحت عنوان تأمین اجتماعی تا اوت ۲۰۱۰ تقریباً ۵٫۴ تریلیون دلار بود.
به عبارت دیگر، این مبلغ باید امروز کنار گذاشته می‌شد تا اصل و سود این مبلغ بتواند کسری این برنامه که ناشی از اختلاف بین درآمدهای مالیاتی و پرداخت‌ها در ۷۵ سال آینده است، پوشش دهد.
برخی از اقتصاددانان توانایی ما برای حل مشکل با صرفه جویی در حال حاضر را زیر سؤال می‌برند. ذخیره وجوه توسط دولت‌ها، به شکل ارزهای فیات، عملکردی معادل ذخیره مجموعه ای از سند بدهکاری‌های خود است. از آنجایی که دولت مسئول چاپ ارز است، عمل چاپ در حال حاضر، ذخیره آن و بعداً به گردش درآوردن آن، از نظر اقتصادی معادل چاپ ساده آن است.این نشان می‌دهد که احتکار پول نقد توسط دولت امروز برای رسیدگی به بحران بعدی یک راه حل نیست.
ایده‌های اصلاحی را می‌توان به سه دسته اصلی تقسیم کرد:
- پرداختن به نسبت کارگر - بازنشسته با افزایش سن بازنشستگی و تغییر سیاست اشتغال و مهاجرت.
- کاهش تعهدات با تغییر از مزایای تعریف شده به انواع مستمری با سهم تعریف شده و کاهش مبالغ پرداختی آتی (مثلاً با تنظیم فرمولی که سطح مزایا را تعیین می‌کند).
- افزایش منابع تأمین مالی بازنشستگی از طریق افزایش نرخ مشارکت و افزایش مالیات.